# 1740년 콘클라베

사도좌 공석 상태에 있는 동안에 사용되는 성좌의 문장

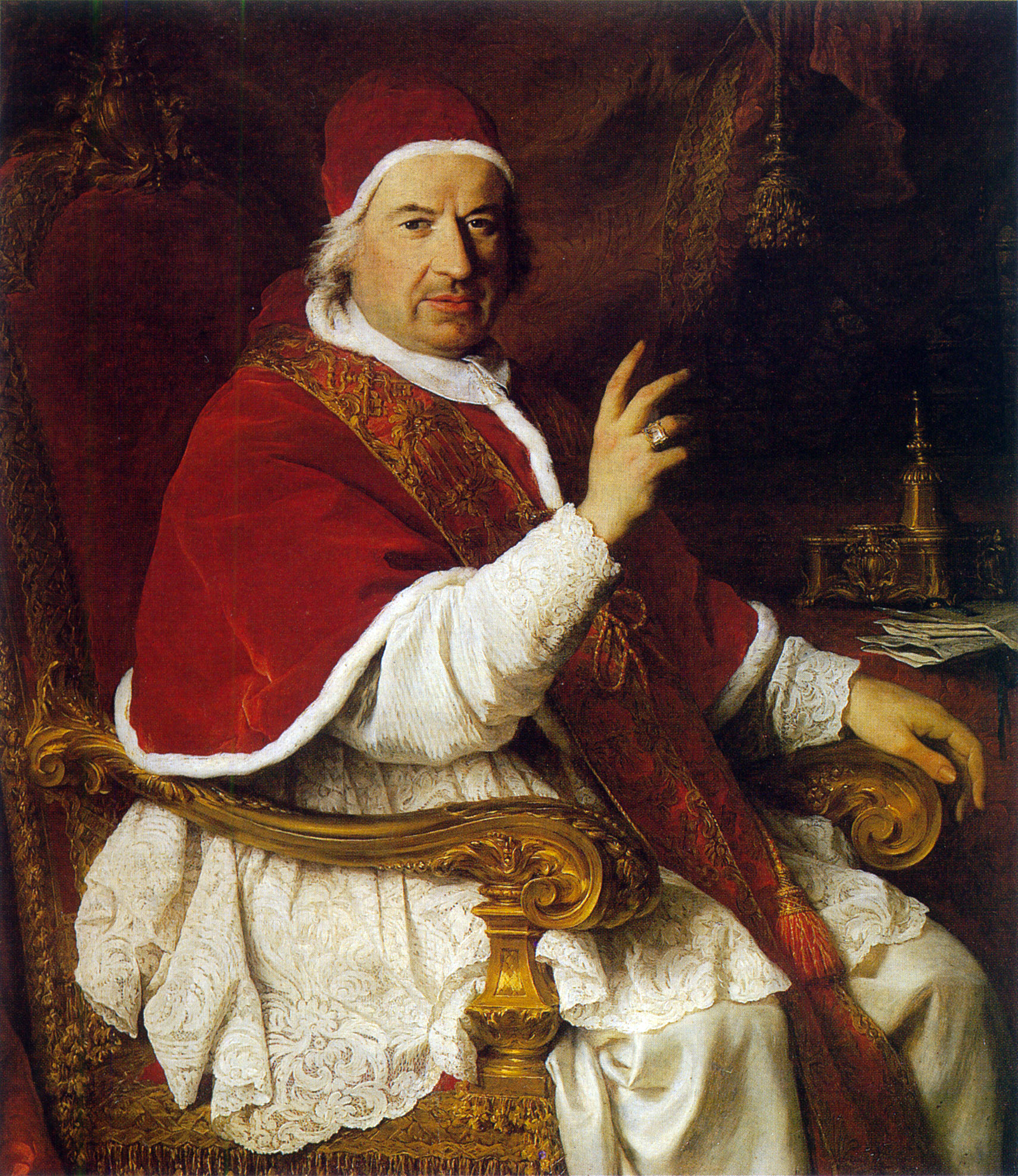
교황 선출자 베네딕토 14세 (프로스페로 로렌초 람베르티니)

1740년 콘클라베는 제247대 교황을 선출하기 위해 진행된 콘클라베이다. 제246대 교황 클레멘스 12세가 1740년 2월 6일에 선종한 이후에 새 교황을 선출하기 위해 진행된 선거이다.
1740년 2월 18일부터 8월 17일까지 6개월 내내 투표가 진행되었으며 50명의 추기경이 투표에 참가하였다. 프로스페로 로렌초 람베르티니 추기경이 새 교황으로 선출되었으며 교황 이름은 베네딕토 14세로 명명되었다.

## 추기경단
- 투표에 참가한 추기경: 40명
- 불참: 14명

## 주요 인사
- 수석 추기경: 피에트로 오토보니
- 보조 추기경: 토마소 루포